# هوفلد (شلسویگ-هولشتاین)
هوفلد (به آلمانی: Hoffeld) یک شهر در آلمان است که در رندسبورگ-اکرنفورده واقع شده‌است.
 هوفلد  ۱۷۵ نفر جمعیت دارد.